# Животные жиры

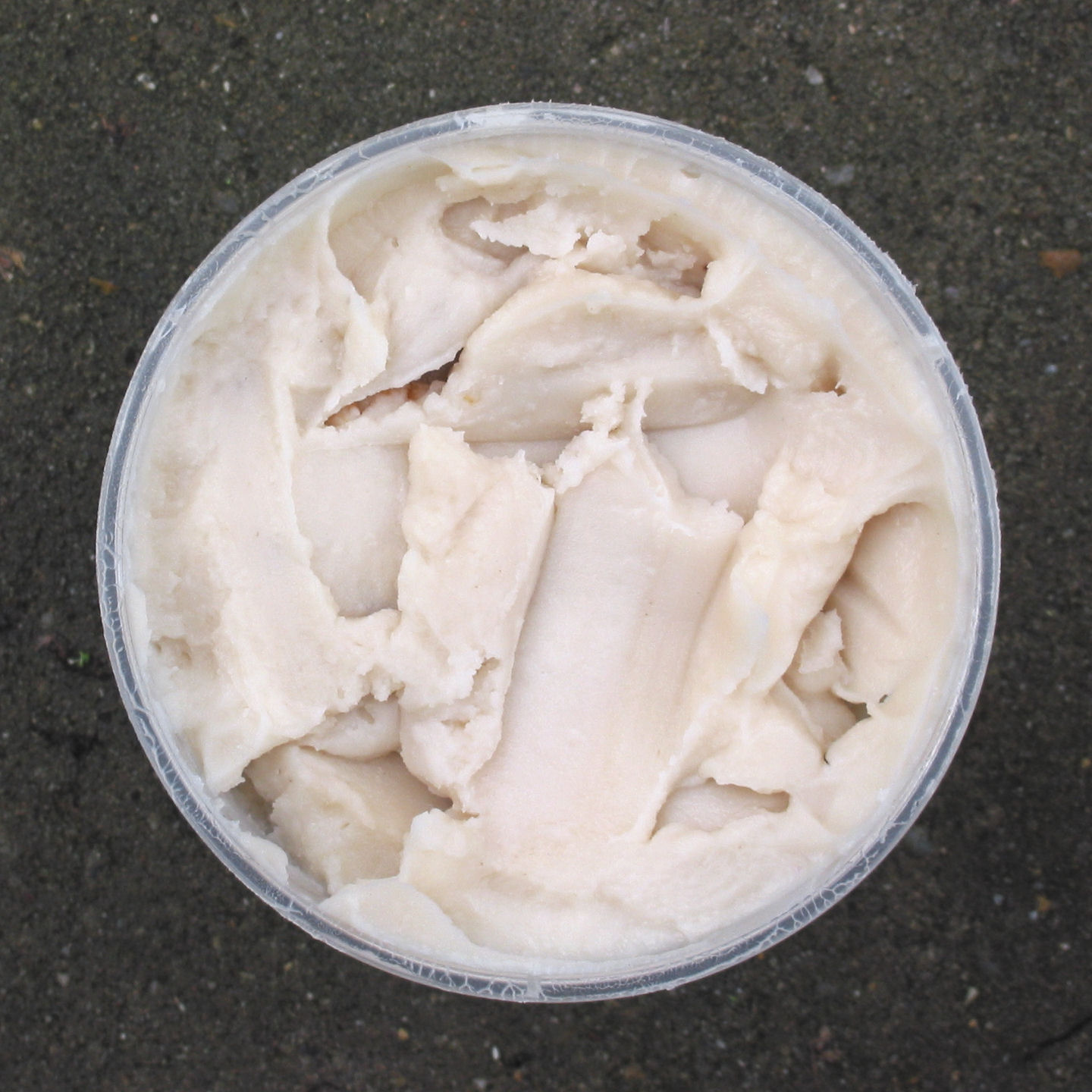
Жир мокрого топления из свиного сала.

Животные жиры — природные жиры, извлекаемые из соединительных тканей (жировой и костной), а также молока и яиц, позвоночных животных (млекопитающих, птиц, некоторых пресмыкающихся, рыб).

## Биологическое значение
В организме животных большая часть жиров входит в состав жировой ткани, которая располагается главным образом под кожей (подкожно-жировая клетчатка) и в сальнике, где она образует мягкие упругие прокладки между органами. Жиры защищают внутренние органы животных от механических повреждений и, являясь плохими проводниками тепла, способствуют поддержанию постоянной температуры тела независимо от изменения температуры внешней среды, поэтому в условиях холодного климата слой подкожного жира достигает значительной толщины.
Для организма животных жиры служат важным энергетическим депо.

## Свойства и химический состав
Химический состав и свойства животных жиров различаются в зависимости от вида животного, хотя в химическом отношении все животные жиры представляют собой триглицериды высших жирных кислот, то есть сложные эфиры глицерина и карбоновых кислот, имеющих в молекулах от 6 до 26 атомов углерода. Кроме триглицеридов животные жиры содержат также фосфатиды, холестерин, красящие вещества, витамины А (ретинол), D (кальциферол), Е (токоферол), F (незаменимые жирные кислоты).
У наземных млекопитающих жиры обычно твёрдые, хотя в костях и копытах зачастую жидкие. В их составе преобладают триглицериды насыщенных кислот — пальмитиновой, иногда стеариновой, составляя чаще всего 40—60 %. Также в небольшом количестве в них встречается миристиновая кислота; из ненасыщенных кислот — линолевая кислота (в свином жире до 6 %), линоленовая (до 18 % в лошадином жире), олеиновая. В заметных количествах в жирах жвачных животных (крупный и мелкий рогатый скот) присутствуют позиционные изомеры трансолеиновых кислот (главным образом вакценовая кислота). Гексадеценовые кислоты, а также ненасыщенные кислоты С20—С22 присутствуют в жирах наземных позвоночных всего лишь в количестве до 1-2 %.
Жиры молока разных высших животных, в том числе коров, твёрдые и состоят из триглицеридов олеиновой (26—34 %), пальмитиновой (24—26 %), миристиновой (8-17 %), стеариновой (4—8 %) и линолевой (0,5-1 %) кислот. Также присутствует значительное количество низших насыщенных (C4—С10) и мононенасыщенных (С10—С14 с двойной связью в положении 9—10) жирных кислот.
Состав жиров птиц несколько отличается от состава жиров наземных позвоночных. В птичьем жире, хотя он и твёрдый, практически отсутствуют пальмитиновая и стеариновая кислоты, а в качестве главных компонентов выступают триглицериды олеиновой (40—45 %) и линолевой (10—20 %) кислот, а также некоторые насыщенные жирные кислоты (около 25 %).
Жиры земноводных и пресмыкающихся обычно жидкие. В химическом отношении они в больших количествах содержат триглицериды мононенасыщенных жирных кислот с числом атомов от С16 до С18 (главным образом олеиновой), которые составляют 50—60 % от общего содержания. Также в их состав входит до 10 % полиненасыщенных кислот С20—С22. Насыщенных жирных кислот (преимущественно пальмитиновой) всего около 25 %, хотя в жирах некоторых пресмыкающихся (крокодил, питон) их содержание повышено до 30 %.
Жиры пресноводных рыб жидкие и по своему составу очень близки к жирам земноводных и пресмыкающихся, отличаясь от них повышенным содержанием гексадеценовой кислоты (до 30 %) и кислот С20—С22 (около 15 %).
Жиры морских рыб и водных млекопитающих при нормальных условиях представляют собой жидкости. Главными компонентами (от 40 до 65 %) этих жиров являются триглицериды мононенасыщенных жирных кислот с 16 и 18 атомами углерода. Специфическим для данных жиров является высокое содержание (от 20 до 40 %) полиненасыщенных жирных кислот с 20 и 22 атомами углерода. Также присутствуют триглицериды ненасыщенных кислот содержащие от 14 до 24 атомов углерода. Содержание насыщенных кислот (от С14 до С18) обычно находится в пределах около 20 %, причём большую часть из них составляет пальмитиновая кислота. Один из самых распространнёных жиров данной категории — рыбий жир из печени трески, который активно был внедрён в СССР.

## Классификация
Животные жиры классифицируют по:
- типам животных — жиры наземных млекопитающих, жиры птиц, жиры земноводных и пресмыкающихся, жиры пресноводных рыб, жиры морских рыб и млекопитающих;
- видам животных — свиной жир, говяжий жир, бараний жир, норковый жир, гусиный жир, куриный жир, рыбий жир, китовый жир и т. д.
- источнику получения — подкожный (сало), нутряной жир, курдючный жир, костный жир, печёночный жир и т. п.
- по консистенции — твёрдые, мягкие и жидкие жиры
- сорту — жир высшего, первого, второго и третьего сорта
- качеству — жир глубокой очистки, рафинированный жир, очищенный жир, неочищенный жир, технический жир
- целевому назначению — пищевые жиры, кормовые жиры, медицинские жиры, косметические жиры и технические жиры.
- способу получения — сепарационный жир (молочные жиры, сливочное и яичное масло), жир мокрой вытопки (куриный жир, утиный жир, гусиный жир и т. п.), жир сухой вытопки (смалец, говяжий жир и т. п.), выварочный жир (костный жир низкого сорта), виброэкстракционный жир (костный жир), экстракционный жир (технические сорта жиров), щелочной жир (жиры для мыловаренной промышленности), кислотный жир (технические жиры) и т. п.

## Получение
Животные жиры получают сухим или мокрым вытапливанием, вывариванием, экстрагированием (горячей водой, паром, органическими растворителями), виброэкстрагированием, прессованием, сепарированием, обработкой химическими веществами (щелочами, кислотами).
Сырьём для получения животных жиров служит сало, сальник, шкуры, мездра, кости, околопочечный, сердечный и печёночный жир, жировая обрезь, жир с желудков, кишок, внутренних органов и др.

## Применение
Животные жиры широко используются в качестве пищи (сало, сливочное масло, смалец и т. п.) и компонентов для производства пищевых продуктов.
Применяются животные жиры для приготовления лекарственных препаратов, косметических и моющих средств, входят в состав различных биологических добавок, смазочных средств материалов и т. п. Всего около трети жиров, вырабатываемых во всем мире, используется в технических целях.
Согласно ВОЗ, насыщенные жирные кислоты, из которых в большей части состоят животные жиры, должны составлять не более 10 % рациона человека (по энергетической ценности). EFSA (Евросоюз) отмечает, что насыщенные жирные кислоты синтезируются организмом и не устанавливает рекомендуемых уровней потребления. Российскими методическими рекомендациями установлено, что «потребление насыщенных жирных кислот для взрослых и детей должно составлять не более 10 % от калорийности суточного рациона» и отмечается, что высокое потребление насыщенных жирных кислот является важным фактором риска развития ряда заболеваний, в том числе диабета, ожирения и сердечно-сосудистых заболеваний.
Недостаток жиров в пище также может привести к ухудшению здоровья, так как они участвуют в синтезе ряда гормонов в организме человека.